# Křivouš

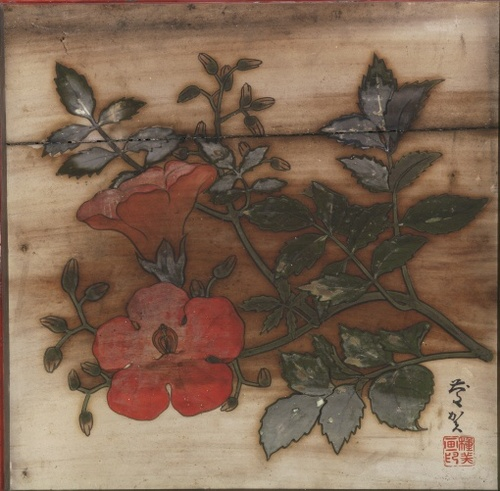
Malba křivouše velkokvětého v chrámu v Nagasaki

Křivouš (Campsis) je rod rostlin z čeledi trubačovité (Bignoniaceae). Jsou to dřevnaté liány se zpeřenými listy a nápadnými oranžovými, červenými nebo žlutými zvonkovitými květy. Rod zahrnuje jen dva druhy. Křivouš kořenující pochází ze Severní Ameriky, křivouš velkokvětý z Asie. Křivouše se pěstují v různých kultivarech jako okrasné liány, v České republice je nejčastěji pěstován otužilý křivouš kořenující.

## Popis
Křivouše jsou opadavé dřevnaté liány, popínající se pomocí příčepivých vzdušných kořenů. Listy jsou vstřícné, jednoduše lichozpeřené, složené z hrubě pilovitých lístků. Květy jsou velké, pětičetné, v krátkých vrcholových latách nebo ve svazečcích. Kalich je zvonkovitý, nepravidelně pětilaločný. Koruna je červená nebo oranžovočervená, u okrasných kultivarů i žlutá, zvonkovitě nálevkovitá, lehce dvoustranně souměrná, na okraji s rozprostřenými, okrouhlými laloky. Tyčinky jsou čtyři, zahnuté, nevyčnívající z květů. Semeník obsahuje dvě komůrky a na bázi je obklopený velkým žláznatým terčem. Tobolky jsou podlouhlé, uvnitř s přepážkou, pukající podélně dvěma chlopněmi a obsahují mnoho plochých, křídlatých semen.

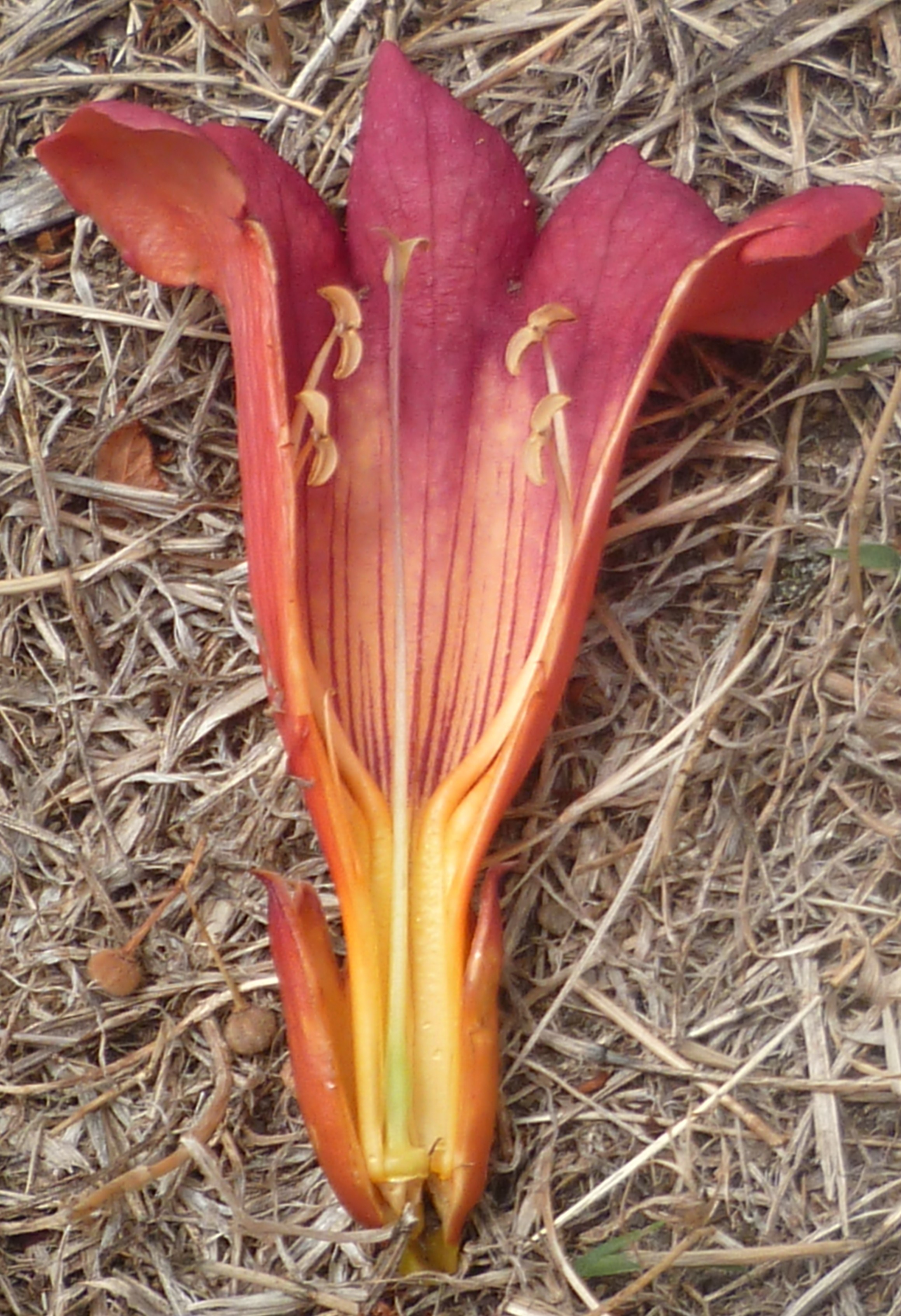
Řez květem křivouše kořenujícího
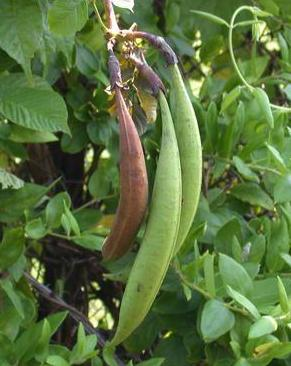
Plody křivouše kořenujícího
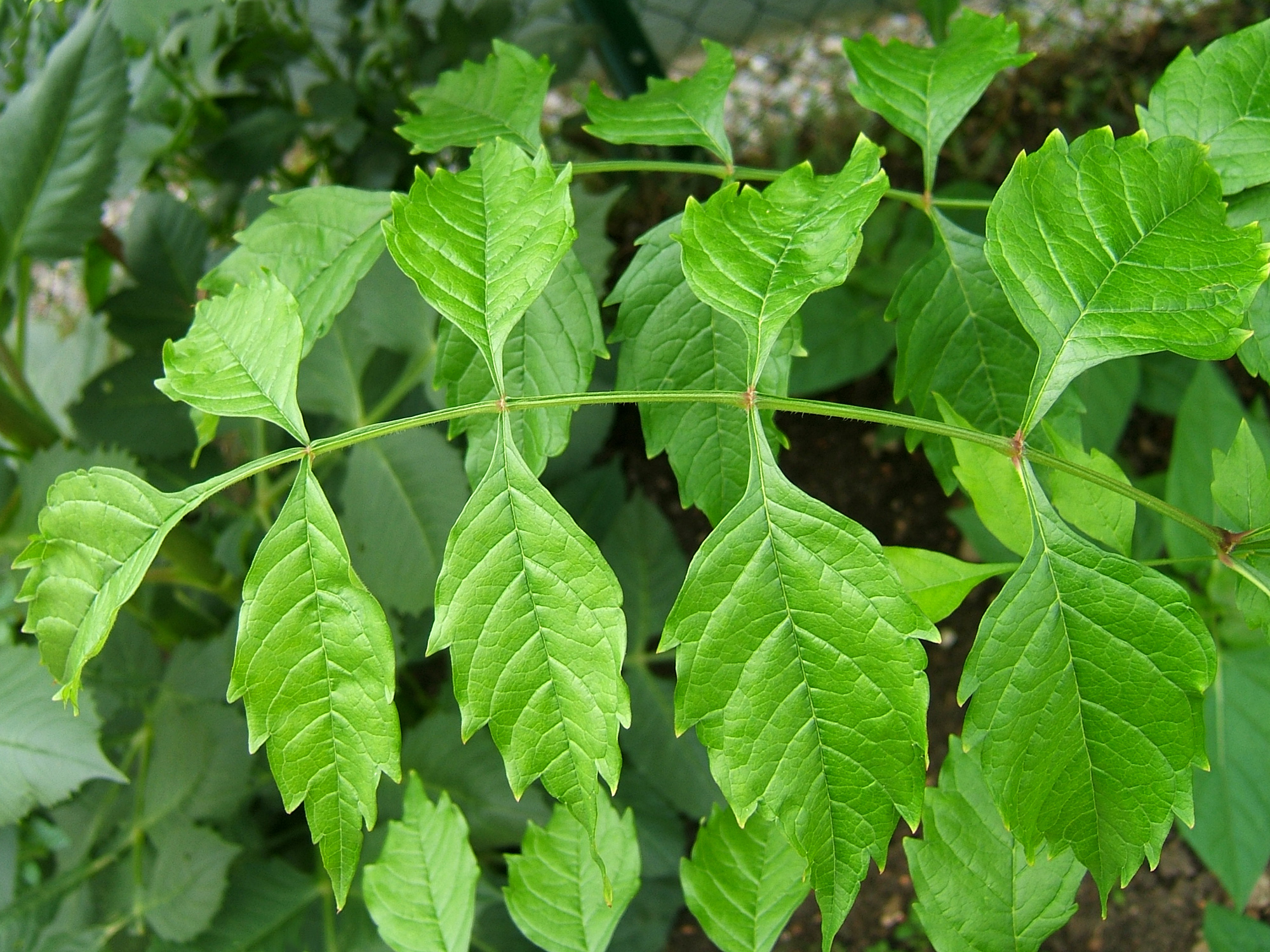
List křivouše kříženého

## Rozšíření
Rod zahrnuje dva druhy. Křivouš kořenující (Campsis radicans) pochází z východních oblastí Severní Ameriky, zdomácněl však i v některých jiných oblastech světa. Křivouš velkokvětý (Campsis grandiflora) se vyskytuje ve východní a jihovýchodní Číně a v Japonsku.

## Zástupci
- křivouš kořenující (Campsis radicans)
- křivouš křížený (Campsis × tagliabuana)
- křivouš velkokvětý (Campsis grandiflora)

## Význam
Křivouš kořenující je pěstován jako nápadně kvetoucí, vzrůstná okrasná liána. Pěstuje se také ve žluté formě známé jako 'Flava' a v několika dalších kultivarech. Řidčeji je v České republice pěstován kříženec obou druhů křivouš křížený, zejména kultivar 'Madame Galen'. V nejteplejších polohách lze pěstovat asijský křivouš velkokvětý, tento druh je však pěstován vzácně a není ani uváděn z žádné české botanické zahrady.

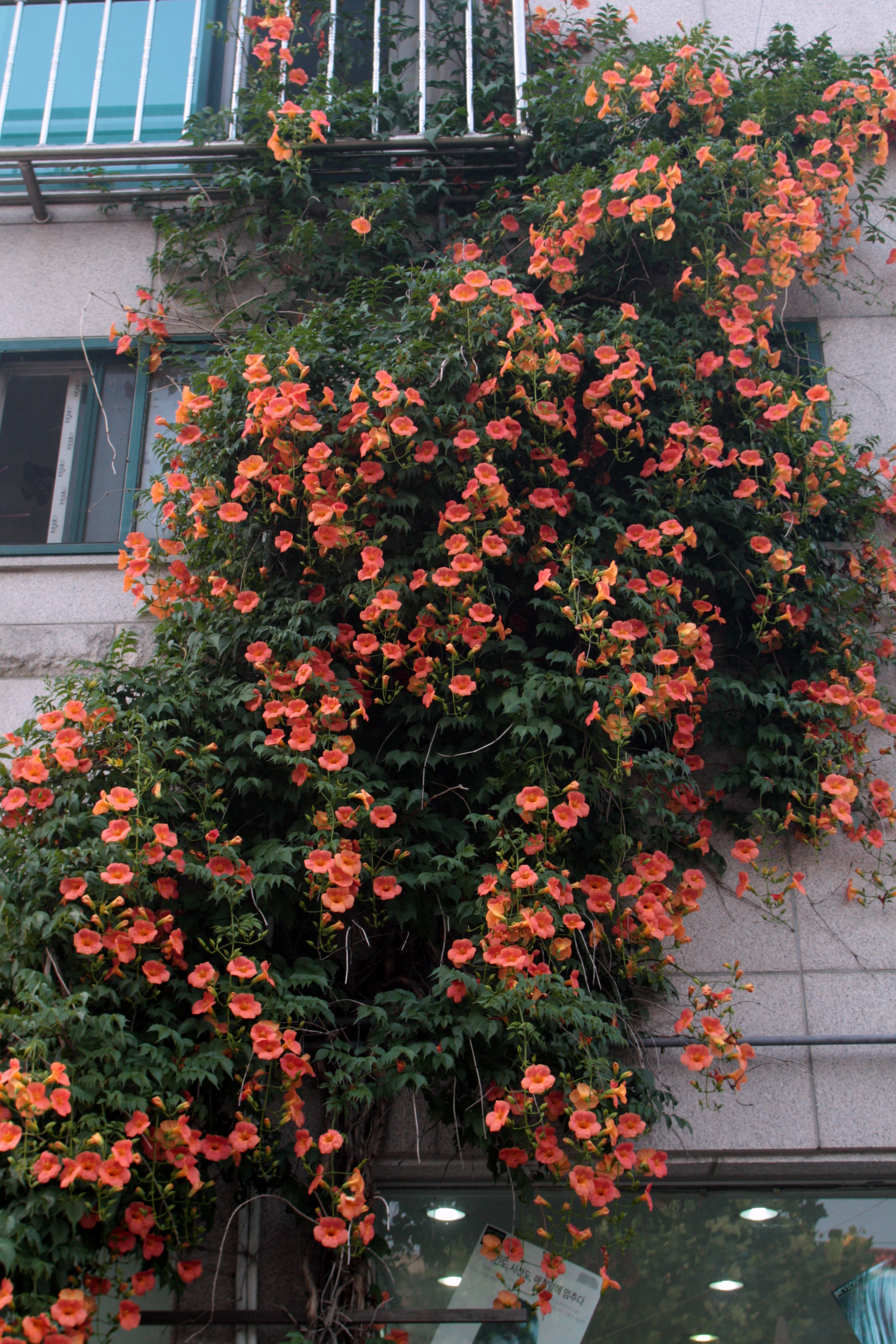
Křivouš velkokvětý na zdi domu
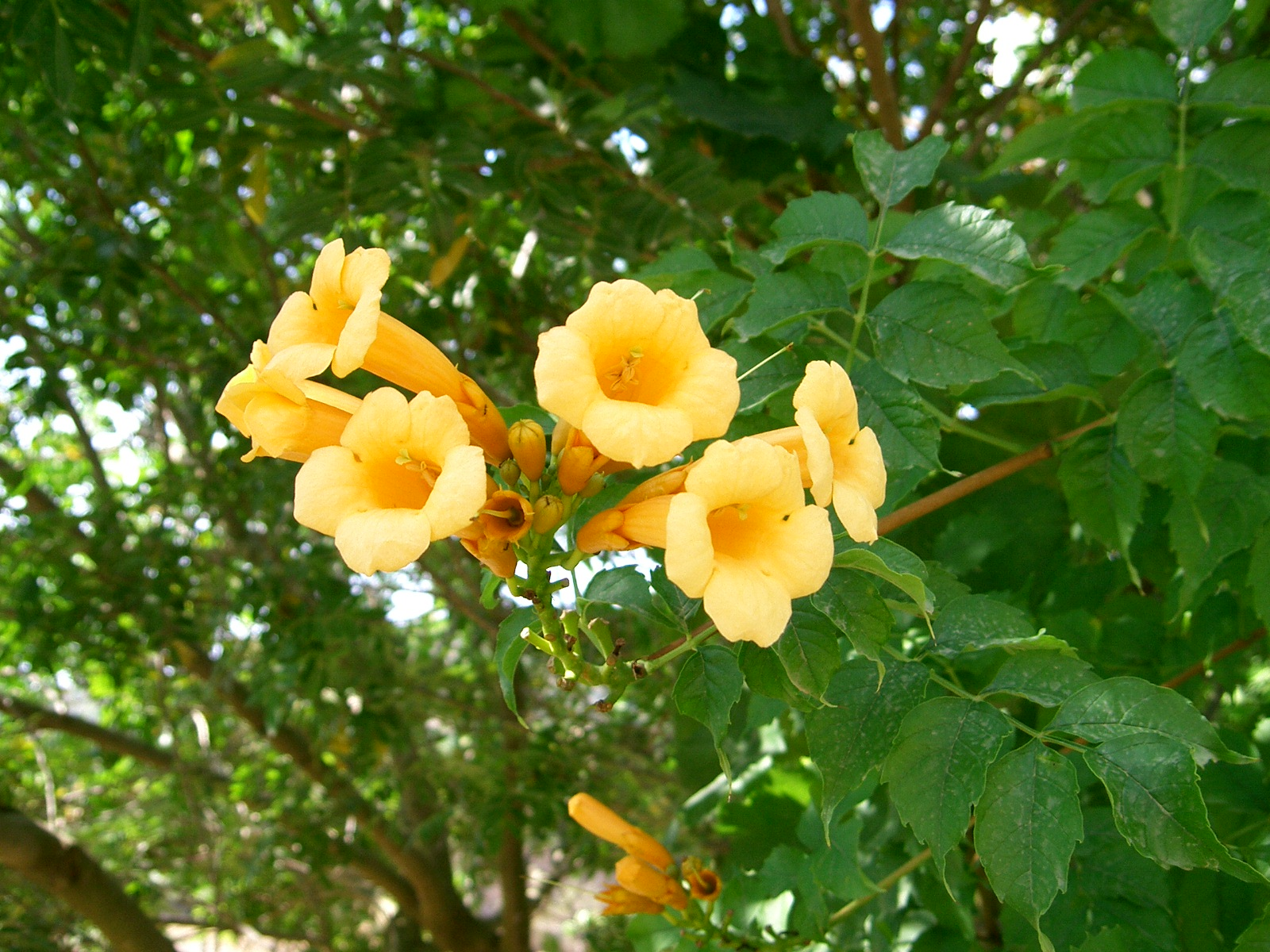
Žlutokvětá forma křivouše kořenujícího
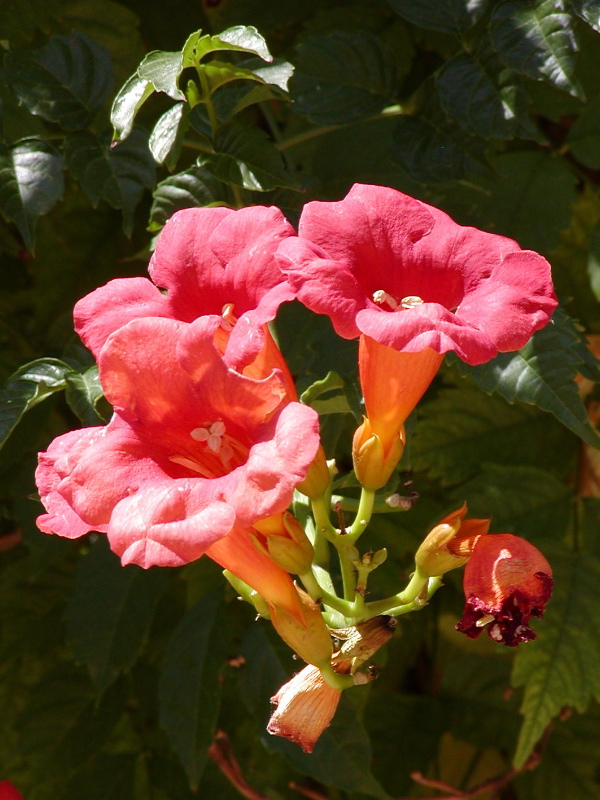
Květy křivouše kříženého

## Pěstování a množení
Křivouše jsou slunomilné dřeviny. Vyhovuje jim jižní nebo západní stanoviště u zdí, plotů nebo na pergole. Půda by měla být hluboká, kyprá, propustná. Roste i v půdách písčitých. Je vhodné do půdy přidat trochu rašeliny. Rostliny kvetou na mladých výhonech, proto je možné je silněji seříznout. Vhodná je zimní přikrývka. Křivouš velkokvětý je choulostivý a v České republice je vhodný jen pro nejteplejší polohy. Křivouše se nejsnáze množí kořenovými řízky, které se odebírají před příchodem silnějších mrazů a nechají vyrašit ve skleníku. K množení lze též použít dřevité řízky. Kultivary lze též v lednu roubovat kopulací na kořeny křivouše kořenujícího. Množení výsevem se téměř nepoužívá, rovněž zelené letní řízky jsou problematické.